# Aqua Alsietina

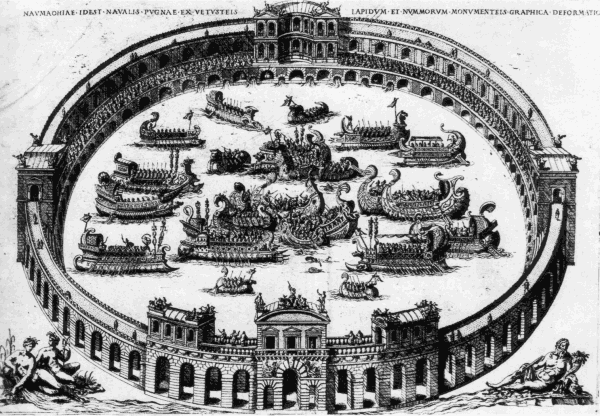
Ett exempel på ett romerskt naumachium

Aqua Alsietina var den första av två västliga akvedukter i Rom. Den byggdes omkring 2 f.Kr. under kejsar Augustus och kallades därför också Aqua Augusta. Den var Transtibers enda vattenkälla.
Akvedukten fick sitt vatten huvudsakligen från en sjö strax norr om Rom kallad Alsietinus Lacus, som är en smal sjö i södra Etrurien numera kallad Lago di Martignano. En del vatten togs också från Lacus Sabatinus numera kallad Lago di Bracciano. Akvedukten var ungefär 32,8 kilometer lång och vilade på 358 bågar.
Vattnet var inte drickbart och Augustus använde det för att fylla sin naumachia i Trastevere. Här hade sedan Augustus och allmänheten fingerade sjöslag.
En stenskärva med inskription påträffades 1887 nära Via Claudia. Det torde vara enda skrivna beviset för dess existens.